# Plottes
Plottes is een gemeente in het Franse departement Saône-et-Loire (regio Bourgogne) en telt 583 inwoners (2006). De oppervlakte bedraagt 10,07 km², de bevolkingsdichtheid is 57,9 inwoners per km².

## Demografie
Onderstaande figuur toont het verloop van het inwonertal (bron: INSEE-tellingen).

1. ↑  Populations de référence 2022.